# Maciej Kozłowski (astronom)
Maciej Kozłowski (ur. 20 lutego 1944 w Łomży) – polski astronom, doktor, współtwórca polskiego internetu, wieloletni dyrektor Naukowej i Akademickiej Sieci Komputerowej (NASK).

## Życiorys
Ukończył studia na Wydziale Matematyczno-Fizycznym Uniwersytetu Warszawskiego w 1967 roku. Pracował jako asystent i adiunkt w Obserwatorium Astronomicznym Uniwersytetu Warszawskiego, później (w latach 1983–1987) jako adiunkt i (w latach 1987–1999) kierownik ośrodka obliczeniowego Centrum Astronomicznego im. Mikołaja Kopernika PAN (CAMK).

### Praca naukowa i dydaktyczna
Prowadził badania naukowe w dziedzinach teorii ewolucji gwiazd oraz teorii dysków akrecyjnych wokół gwiazd i wokół masywnych czarnych dziur. W 1973 roku obronił na Wydziale Fizyki Uniwersytetu Warszawskiego pracę doktorską pt. „Wieloznaczność rozwiązań równań budowy wewnętrznej dla masywnych gwiazd palących hel w centrum”, której promotorem był prof. Bohdan Paczyński. Przebywał na kilku stażach naukowych:
- na Uniwersytecie w Amsterdamie (1973, 3 miesiące),
- na Uniwersytecie Harvarda (1981, 5 miesięcy),
- na Uniwersytecie Princeton (1990, 3 miesiące).

Prowadził zajęcia dydaktyczne dla studentów astronomii UW z astrofizyki obserwacyjnej, metod numerycznych i języków programowania oraz pracownię komputerową.

### Podłączenie Polski do Internetu
W czasie pracy w CAMK-u Kozłowski był jednym z pionierów rozwijających dostęp polskich ośrodków naukowych do światowych sieci teleinformatycznych. Już w 1987 roku zorganizował system wymiany poczty elektronicznej między warszawskimi astronomami a zagranicą. Na przełomie lat 80. i 90. wspólnie z Jackiem Gajewskim, fizykiem z Uniwersytetu Warszawskiego, wystąpił do Urzędu Postępu Naukowo-Technicznego i Wdrożeń, który zajmował się wówczas finansowaniem nauki w Polsce, o sfinansowanie podłączenia Polski do zachodnich sieci komputerowych, przede wszystkim do europejskiej części sieci akademickich BITNET, czyli EARN. Mianowany wtedy sekretarz UPNTiW prof. Stefan Amsterdamski zaakceptował ten wniosek i uruchomił Jednostkowy Program Badawczo-Rozwojowy nr 8.29 „Prace związane z przystąpieniem polskich szkół wyższych i instytucji naukowych do sieci EARN”. Jego kierownikiem został Tomasz Hofmokl, również fizyk z UW.
Pierwsze międzynarodowe połączenie internetowe (po protokole TCP/IP) nastąpiło 17 sierpnia 1991 roku między Rafałem Pietrakiem z Wydziału Fizyki Uniwersytetu Warszawskiego przy ul. Hożej w Warszawie a Janem Sorensenem z Ośrodka Komputerowego Uniwersytetu Kopenhaskiego. Dzień ten został uznany za początek Internetu w Polsce.
W ciągu roku 1991 połączono siecią IP lokalne sieci komputerowe Wydziału Fizyki Uniwersytetu Warszawskiego przy ul. Hożej, Obserwatorium Astronomicznego UW w Alejach Ujazdowskich, Centrum Informatycznego UW przy Krakowskim Przedmieściu i CAMK-u przy ul. Bartyckiej w Warszawie. Zostały także dołączone komputery w Instytucie Informatyki Uniwersytetu Jagiellońskiego, krakowskim Cyfronecie, Uniwersytecie Toruńskim oraz Uniwersytecie Śląskim w Katowicach.

### NASK
W grudniu 1993 roku z Uniwersytetu Warszawskiego została wyodrębniona osobna jednostka badawczo-rozwojowa Naukowa i Akademicka Sieć Komputerowa, której dyrektorem został prof. Tomasz Hofmokl. Maciej Kozłowski został Zastępcą Dyrektora NASK – Pełnomocnikiem ds. Miejskiej Sieci Komputerowej WARMAN (w latach 1993–1996), w latach 1997–1999 – Zastępcą Dyrektora NASK do spraw naukowych, a w latach 2000–2009 był Dyrektorem NASK. NASK w tym czasie odniósł wiele sukcesów, wśród nich:
- rozwój rejestru domeny krajowej .pl
- rozwój CERT Polska, powstałego w 1996 roku
- wznowienie w 2001 roku działalności naukowej NASK, uzyskanie najwyższej (1) kategorii naukowej według klasyfikacji Ministerstwa Nauki i Szkolnictwa Wyższego
- rozwój portalu Polska.pl
- „Skarby Dziedzictwa Narodowego” – program rozpoczęty w 2002 roku we współpracy z Naczelną Dyrekcją Archiwów Państwowych (w szczególności z Archiwum Głównym Akt Dawnych) – publikacja w Internecie (portal Polska.pl) najcenniejszych dokumentów archiwalnych z zakresu historii i kultury Polski
- budowa pełnej oferty usług telekomunikacyjnych, w tym budowa krajowej sieci radiowego dostępu telekomunikacyjnego
- „Safer Internet” – realizowany od 2004 roku (z dofinansowaniem Komisji Europejskiej) wspólnie z Fundacją „Dzieci Niczyje” program mający na celu ochronę dzieci i młodzieży przed zagrożeniami w Internecie
- wspólnie z Polską Izbą Informatyki i Telekomunikacji rozwój domenowego Sądu Polubownego
- Dyżurnet.pl – Hotline – działający w NASK od początku 2005 roku zespół mający na celu przeciwdziałanie treściom nielegalnym pojawiającym się w Internecie.

Maciej Kozłowski został odwołany ze stanowiska przez Ministra Nauki i Szkolnictwa Wyższego Barbarę Kudrycką 1 lipca 2009 roku z powodu niedostatecznego nadzoru nad finansami NASK: NASK zainwestował około 14 mln zł w opcje walutowe. Śledztwo prokuratorskie nie potwierdziło zarzutów naruszenia prawa i zostało ostatecznie umorzone.
Maciej Kozłowski przeszedł na emeryturę.
Sprawa oparła się o Sąd Najwyższy, który uchwałą o sygnaturze III CZP 89/14 z 26 listopada 2014 roku uznał umowę między NASK-eim i bankiem za nieważną. W maju 2015 roku cały depozyt wraz z odsetkami (około 8 milionów dolarów USA) wrócił na rachunek NASK, co oznacza, że była to najlepsza inwestycja finansowa NASK w historii istnienia tej jednostki.

## Członkostwo w organizacjach
Kozłowski był członkiem:
- Polskiego Towarzystwa Astronomicznego
- Międzynarodowej Unii Astronomicznej
- Polskiego Towarzystwa Informatycznego (w latach 2005–2007)
- Polskiej Izby Informatyki i Telekomunikacji (w latach 2001–2010 był członkiem Rady Izby).

Od 2010 roku Maciej Kozłowski jest przewodniczącym Rady Fundacji Bezpieczna Cyberprzestrzeń.

## Nagrody i odznaczenia
- Nagroda naukowa Wydziału III PAN za cykl prac „Linear Series of Stellar Models", publikowanych wspólnie z prof. B. Paczyńskim.
- Złoty Krzyż Zasługi – wręczony przez Panią Minister Barbarę Labudę w imieniu Prezydenta RP Aleksandra Kwaśniewskiego[6] w dniu 14 września 2001 roku, przyznany „za zasługi we wdrażaniu nowych technologii informatycznych”[7].
- Odznaka honorowa „Za zasługi dla archiwistyki” przyznana przez Naczelnego Dyrektora Archiwów Państwowych (2003)
- Honorowe członkostwo Federacji Bibliotek Kościelnych "Fides" (2004)
- Nagroda Polskiej Izby Informatyki i Telekomunikacji „za 20 lat pozytywistycznej pracy na rzecz rozwoju Internetu w Polsce” (2011)
- Nominacja do nagrody „Info Star” Centrum Promocji Informatyki i Polskiego Towarzystwa Informatycznego (PTI) (2011).
- Medal 70-lecia Polskiej Informatyki – przyznany przez Kapitułę PTI w 2018 roku.

## Życie prywatne
Maciej Kozłowski ma żonę Alicję i czworo dzieci.